# Henrique Honorato
Henrique Dantas Nóbrega Honorato (ur. 18 marca 1997 w Campina Grande) – brazylijski siatkarz, reprezentant kraju, grający na pozycji przyjmującego.
Jego ojciec Manoel w latach 1999-2021 był trenerem klubu Azulim/Gabarito/Uberlândia. Również w przeszłości był siatkarzem. Ma brata.
9 sierpnia 2025 roku poślubił gimnastyczkę sportową Alice Gomes. Wykonuje skoki na trampolinie. Para zaręczyła się w trakcie odbywania się Igrzysk Olimpijskich w Paryżu.

## Sukcesy klubowe
Liga brazylijska:
- 2021, 2022[10], 2023[11]

Puchar Brazylii:
- 2022[12]

Klubowe Mistrzostwa Ameryki Południowej:
- 2022[13], 2023[14]

## Sukcesy reprezentacyjne
Mistrzostwa Ameryki Południowej Juniorów:
- 2016[15]

Puchar Panamerykański Juniorów:
- 2017[16]

Puchar Panamerykański:
- 2018[17]

Igrzyska Panamerykańskie:
- 2023[18]
- 2019[19]

Mistrzostwa Ameryki Południowej:
- 2023[20]

Liga Narodów:
- 2025[21]

## Nagrody indywidualne
- 2017: Najlepszy przyjmujący Pucharu Panamerykańskiego Juniorów[22]
- 2023: MVP Igrzysk Panamerykańskich[23]